# Medaillon (Ornament)

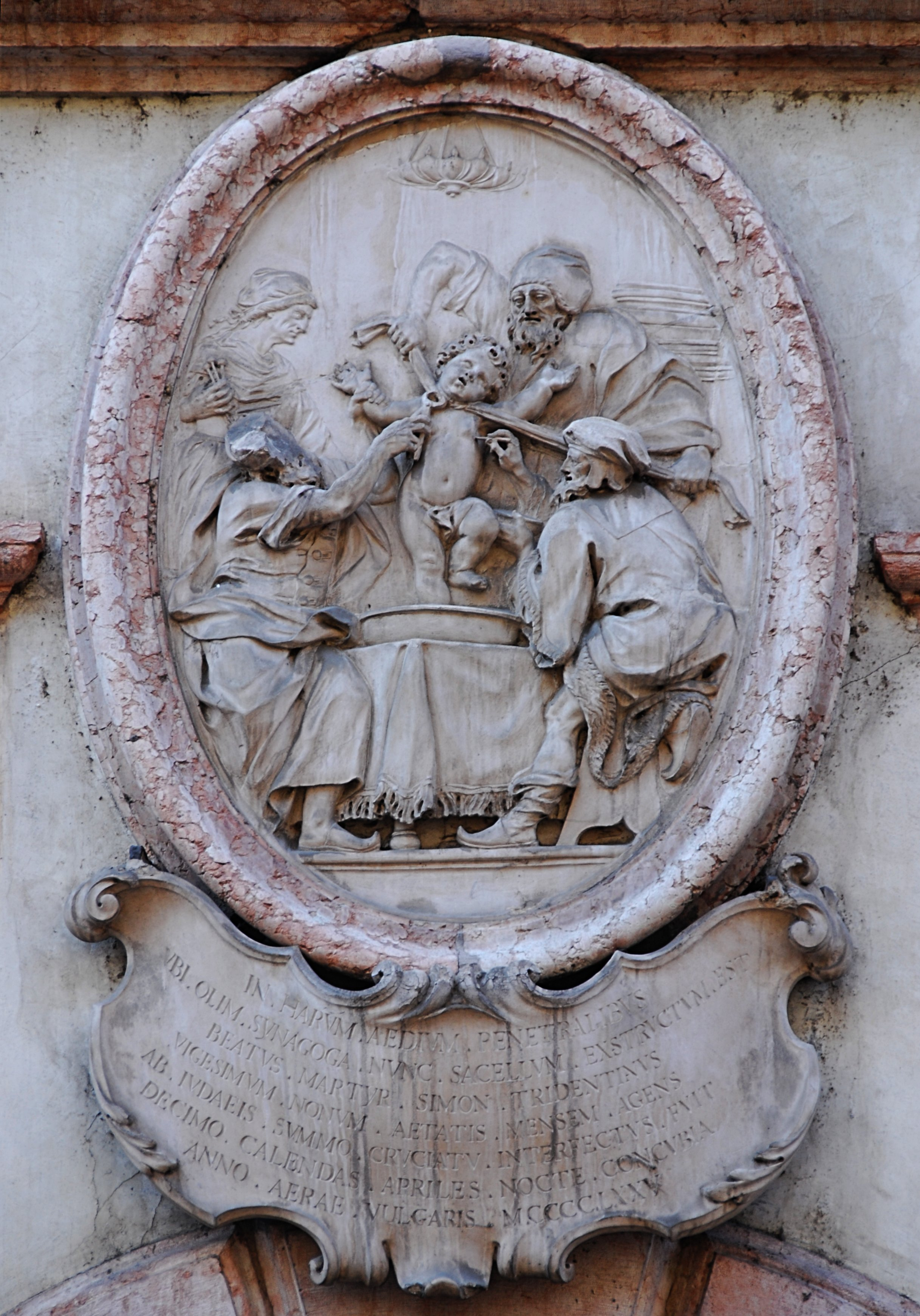
Medaillon an einer Fassade in Trient. Es zeigt den angeblichen Ritualmord an Simon von Trient

Als Medaillon wird in der Baukunst und im Kunstgewerbe ein rund oder oval gefasstes Schmuckfeld mit Malereien oder Reliefs bezeichnet, das zur Dekoration von Fassaden, Innenräumen, Denkmälern, Grabmälern, Möbeln, Teppichen, Gläsern oder Geräten dient.
Die für bauplastische Medaillons benutzten Materialien sind unterschiedlich; man findet zum Beispiel solche aus Stein, Bronze, Alabaster, Terrakotta und Marmor. In der Renaissance wurden für die Gestaltung oft Brustbilder bzw. Porträtreliefs oder Büsten nach antiken Vorbildern verwendet.
Medaillons werden häufig auch auf Ordenszeichen verwendet. Sie sind in der Regel emailliert und zeigen bspw. den Schutzpatron des Ordens, die Initialen des Stifters oder die Ordensdevise.